# 帕维尔·弗拉尼茨基
帕维尔·弗拉尼茨基（捷克語：Pavel Vranický，1756年12月30日—1808年9月29日），波西米亚作曲家，指挥家。早年学习神学，1776年来到维也纳，师从海顿学习，后到埃斯特哈齐任职，1790年任剧院指挥，掌管宫廷歌剧事务。他指挥了海顿的《创世纪》和贝多芬的第一交响曲首演。帕维尔·弗拉尼茨基是一位多产作曲家，他的歌剧是早期德语歌剧的典范，他的交响曲则体现了他对管弦乐形式的深刻理解。
帕维尔·弗拉尼茨基的弟弟安东宁·弗拉尼茨基也是一位作曲家。